# Ievhèn Konovàlets
Ievhèn Mikhàilovitx Konovàlets (ucraïnès: Євге́н Мих́айлович Конова́лець; 14 de juny de 1891 - 23 de maig de 1938) va ser un comandant militar de l'exèrcit de la República Popular d'Ucraïna i líder polític del moviment nacionalista ucraïnès. Se'l coneix habitualment com a líder de l'Organització dels Nacionalistes Ucraïnesos entre 1929 i 1938.

## Joventut
Cursà estudis de Dret a la Universitat de Lviv i fou un membre actiu de la societat Prosvita, una organització restringida a la intelligentsia però que amb el pas del temps es democratitzà i donà suport al moviment nacional ucraïnès. És en es aquest context que Ievhèn Konovàlets va fer campanya per la creació d'una una universitat ucraïnesa. Va esdevenir actiu en política com a representant dels estudiants en el Comitè Executiu del Partit Nacional Democràtic d'Ucraïna.

## La seva lluita per la independència
Durant la Primera Guerra Mundial Ievhèn Konovàlets serví com a tinent en l'exèrcit d'Àustria-Hongria del front oriental Va ser capturat el 1915 per l'Exèrcit Imperial Rus i internat en un camp de presoners de guerra prop de Tsaritsin, on es va trobar amb un grup d'oficials de Galítsia, entre els quals es trobava Andrí Mèlnik. Es va escapar amb ells cap a Kíev i va organitzar el batalló dels Fusellers de la Sitx al novembre de 1917 Dos mesos després Ievhèn Konovalets en prengué el comandament. El batalló es va reorganitzar i passà a anomenar-se Primer Batalló de fusellers Sitx. Unit a la idea d'una Ucraïna independent i única, es distingí per la supressió de la rebel·lió bolxevic de Kíev, resistint l'ofensiva de Mikhaïl Muraviev i alliberant Kíev al mes de març de 1918.
Ievhèn Konovàlets s'oposà al cop d'estat de Pavlò Skoropadski i refusà de reconèixer el seu nou govern. A conseqüència d'això el seu batalló fou desarmat i dissolt. Nogensmenys pressionat per la Unió nacional ucraïnesa, Ievhèn Konovàlets obtingué el permís per restablir la seva unitat i formà un destacament separat del batalló dels fusellers de la Sitx a Bila Tserkva. El novembre de 1918 el destacament va tenir un paper clau en el derrocament del Hetman Pavlò Skoropadski i la restauració de la República Popular d'Ucraïna.
A causa dels revessos militars en l'exèrcit ucraïnès contra la invasió bolxevic el seu batalló es va desmobilitzar al desembre de 1919 i el seu comandant va ser internat en un camp de presoners de guerra polonesos a Lutsk. La primavera de 1920, amb l'acord de Simon Petliura, va anar a Praga per obtenir el suport de la regió de Galítsia amb l'objectiu d'establir, amb soldats ucraïnesos internats en camps de Txecoslovàquia i de la brigada de la guerra italiana. No obstant això Ievhèn Petruixèvitx, expresident de la República Popular d'Ucraïna Occidental, s'hi oposà i va aturar aquesta iniciativa.

## El seu nacionalisme
Amb la fi de la guerra, Ievhèn Konovàlets van decidir continuar la lluita per la independència per mitjans més radicals. Durant l'estiu de 1921 se'n va a Lviv dona suport a l'Organització militar ucraïnesa (UVO) i configura la seva xarxa. Després al desembre de 1922 Ievhèn Konovàlets emigra i viu amb la seva família a Berlín fins al 1929, a Ginebra (1929-36) i finalment es va establir a Roma. tot mantenint el control de l'UVO, va establir contactes amb cercles militars estrangers, especialment amb Alemanya i Lituània. Per guanyar-se la simpatia i el suport polític dels governs occidentals, Ievhèn Konovàlets va encoratjar l'establiment d'oficines de premsa i editorials en llengües estrangeres.
En reconèixer els diferents grups de joves nacionalistes com els seus aliats naturals en la lluita per la independència, unificà la seva organització amb la d'ells i així va fundar l'Organització dels Nacionalistes Ucraïnesos a Viena (Àustria) el 1929. En pren la direcció i canalitza llurs activitats polítiques.
Durant una visita als Estats Units i el Canadà, Ievhèn Konovàlets va animar els seus deixebles a establir associacions de veterans ucraïnesos. Es van convertir en el nucli de la comunitat nacionalista ucraïnesa i es van fer coneguts com a Organització per al renaixement d'Ucraïna als Estats Units i Federació Nacional Ucraïnesa al Canadà.
Durant els seus primers deu anys de lideratge al capdavant de la OUN, Ievhèn Konovalets consolidà la seva posició a Ucraïna i a l'estranger. Va encoratjar el desenvolupament de totes les organitzacions de la comunitat ucraïnesa a França, Alemanya i Àustria. A més va tractar de posar en coneixement de la Lliga de Nacions, el debat sobre la qüestió nacional ucraïnesa. Va ser assassinat a Rotterdam per l'agent de l'NKVD Pàvel Sudoplàtov (amb un paquet bomba) el 23 de maig de 1938.